# Järvikäinen (Pajala socken, Norrbotten)
Järvikäinen är en sjö i Pajala kommun i Norrbotten och ingår i Torneälvens huvudavrinningsområde. Sjön har en area på 0,0452 kvadratkilometer och ligger 265,9 meter över havet.

## Delavrinningsområde
Järvikäinen ingår i det delavrinningsområde (755505-181139) som SMHI kallar för Utloppet av Merasjärvi. Medelhöjden är 268 meter över havet och ytan är 5,92 kvadratkilometer. Räknas de 16 avrinningsområdena uppströms in blir den ackumulerade arean 427,87 kvadratkilometer. Merasjoki som avvattnar avrinningsområdet har biflödesordning 3, vilket innebär att vattnet flödar genom totalt 3 vattendrag innan det når havet efter 329 kilometer. Avrinningsområdet består mestadels av skog (67 procent) och sankmarker (16 procent). Avrinningsområdet har 0,79 kvadratkilometer vattenytor vilket ger det en sjöprocent på 13,3 procent.